# 井上トモノリ
井上 トモノリ（いのうえ トモノリ、1月11日生）は、日本のソングライター、編曲家、ギタリスト。山口県宇部市出身。ハイキックエンタテインメント所属。
自身のバンドはTAYNTON（テイントン）。福岡で活動の後、東京で活動。

## 概要
幼い頃に母親の影響でビートルズとカーペンターズを聴いて育ちBOØWYを聴きバンドに目覚める。高校時代、ハードロック、ヘヴィメタルに明け暮れる。大学でギターポップのバンドを組み福岡で活動、後に上京。自身のバンドの活動と共に作家として活動中。

## 作品

### TAYNTON
全作詞・作曲

#### アルバム
- 夜よさよなら（2002年11月13日、colla disc / SUPER NOVA MUSIC）
  - ツキノヒカリ
  - 風の旅行隊（キャラバン）
  - 白い夏の恋人
  - ランチボックス
  - 相性左手
  - 風よ掻き消して

- BYE-BYE HUMMING BIRD（2007年2月7日、Headache Sounds / PERFECT MUSIC）
  - 微熱少年
  - Among The Living
  - ココロノセカイ
  - 夏色電車
  - 渚のハレーション
  - 美しい星
  - 虹と通り雨
  - Please! Please! Please!
  - オールナイトロング
  - 白昼夢
  - シーサイドメモリー ～恋は泡の様に～

#### オムニバス
- fm（2002年12月、FM福岡）
- DROP（2007年9月26日、UNIVERSAL J / UNIVERSAL MUSIC） 
  - トゥナイト
- SONG-CRUX & CDJ-tokyo  〜'03春の陣〜（2003年5月21日、Song-CRUX） 
  - 早春
- music for PARDISCO（2004年6月5日、colla disc / SUPER NOVA MUSIC） 
  - コワレモノ
- ●▲■ maru,sankaku,shikaku（2007年10月24日、mother tonnel record） 
  - boys&girls

## 提供作品
アイドルカレッジ
- 「太陽は知っている」（作詞・作曲）

麻美ゆま
- 「うらはらLove!」（作詞）
- 「Let it Roll」（麻美ゆまと共作詞）
- 「Don't Look Back」（麻美ゆまと共作詞）

岩佐美咲
- 「右手と左手のブルース」（作曲）

AKB48グループ
- AKB48
  - 「選んでレインボー」（作曲）
  - 「教えてMommy」（作曲・共編曲）（久下真音と共編曲）
  - 「友達でいられるなら」（作曲）
  - 「マジすかFight」（作曲）マジすか学園4 主題歌
  - 「リスケ」（作曲）
  - 「君は僕を覚えてるかな?」（作曲）

- SKE48
  - 「岸辺の誰か」（作曲）
  - 「心よ 声を上げろ!」（作曲）

- NMB48
  - 「みんな、大好き」（作曲）

- HKT48
  - 「白線の内側で」（作曲）
  - 「キスは待つしかないのでしょうか?」（作曲）
  - 「わたしのふるさと」（作曲）

- STU48
  - 「瀬戸内の声」（作曲）
  - 「夏の“好き”はご用心」（作曲）

- 白井琴望
  - 「誰にも言わないで」（作曲）

HR
- 「ギュッとなる」（作詞・作曲）
- 「メモリーズ」（作詞・作曲）

おはガールちゅ!ちゅ!ちゅ!
- 「花、ひらり」（作詞）
- 「夏サンキュ!!!」（MEG.MEと共作詞）
- 「夢ふうせん」（MEG.ME、フジノタカフミと共作詞）
- 「クリプレ!」（共作詞・作曲）（MEG.MEと共作詞）

おはガールふわわ
- 「恋のウインドチャイム」（作詞）

おむすびコロコロ
- 「最後のメール」（作詞・作曲）

かと*ふく(加藤英美里、福原香織)
- 「プラタナスの下で待ってる」（作詞）

城南海
- 「風人〜かぜびと〜」（作詞）

CRAYON POP
- 「ラリルレ」（作詞・作曲）
- 「Dancing All Night」（作曲）

Gothic×Luck
- 「桜てのひら」（作詞・作曲）けものフレンズ3 挿入曲
- 「夢の中のストーリー」（作詞・作曲）

坂道シリーズ
- 乃木坂46
  - 「夏のFree&Easy」（作曲）

- 櫻坂46
  - 「櫻坂の詩」（作曲）
  - 「タイムマシーンでYeah!」（作曲）
  - 「夏の近道」（作曲）

- 日向坂46
  - 「夏色のミュール」（作曲）

さくら学院
- 「よくばりフィーユ」（作詞）

さんみゅ〜
- 「自転車通学」（作曲）
- 「前にススメ!」（作曲）
- 「大好きだ 何度でも〜夢のしっぽ〜」（作曲）
- 「キスをください」（作曲）
- 「白い蕾」（作詞・作曲）
- 「僕らの未来地図」（作詞・作曲）

私立恵比寿中学
- 「エビ中のじおじおマーチ」（作詞・作曲）

SWEET CUTIE LOVELY DELUXXX
- 「アイドル君主論」（作曲）

スクランブルガム
- 「エビバディエイサッサ」 (作詞・作曲)

S★スパイシー2
- 「私を釣りに連れてって」（作詞・作曲）

 青春高校3年C組
- 「たった一つだけの約束」（作曲）

SORAMIMI
- 「おジャ魔女カーニバル!!」（編曲）
- 「ふしぎなメルモ」（編曲）

チームしゃちほこ
- 「私がセンター」（作詞・作曲）
- 「It's New 世界」（作詞・作曲）

T-ARA
- 「バニスタ!」（MEG.MEと共作詞）

DOKUMO BOYS!&GIRLS!
- 「LOOP」（作曲）

名古屋おもてなし武将隊
- 「不離威騎!」（作曲）

ネコプラ
- 「竜宮城まで一直線、海をパカッとたのしモーゼ!」（作詞・作曲）

ハマトラ (アニメ)
- ナイス（cv.逢坂良太）
  - 「Flag Day」（作曲）

- バースデイ（cv.福山潤）
  - 「See you again!」（作曲）

B1A4
- 「BABY I'M SORRY〜Japanese ver.-」（作詞）

フルーレット
- 「お願いパティシエ」（作詞・作曲）

BOYS AND MEN 研究生
- 「ALIVE!」（作曲）

Whiteeeen
- 「恋のテンキヨホウ」（作曲）

ミス・モノクローム（cv.堀江由衣）
- 「ミス・モノクローム体操」（作曲）

ラストアイドル
- 「壁は続く」（作曲）

Lead
- 「線香花火」（作曲）

ルルネージュ 
- 「君が選ばないキーホルダー」（作曲）

Rain Tree
- 「I L U」（作曲）

## 演奏
つりビット
- 「はじめのキモチ」（ギター）

小松未可子
- 「天使がいない日」（ギター）

マックスむらい
- 「素晴らしき日々」（コーラス）